# Sofiène Melliti
 Sofiène Melliti (arabe : سفيان المليتي), né le 18 août 1978 à Siliana, est un footballeur tunisien. Il joue au poste de milieu de terrain avec l'équipe de Tunisie. Il mesure 1,78 m pour 80 kg.
Il est le frère du footballeur Khaled Melliti.

## Carrière
Il a honoré sa première cape le 10 novembre 1998. Il a disputé un match de la coupe d'Afrique des nations 2006. 
Melliti participe à la coupe du monde 2006 avec l'équipe de Tunisie.

## Palmarès
- Quatorze sélections et un but en équipe nationale marqué contre le Ghana (25 mai 2006)